# Saint-Laurent-de-la-Salanque (kanton)
Saint-Laurent-de-la-Salanque var en fransk kanton fra 1790 til 1799 og fra 1935 til 2015 beliggende i departementet Pyrénées-Orientales i regionen Languedoc-Roussillon. Kantonen blev nedlagt i forbindelse med en reform, der reducerede antallet af kantoner i Frankrig. Kantonens kommuner indgår nu i den nye kanton La Côte Salanquaise.
Saint-Laurent-de-la-Salanque bestod i 2015 af 5 kommuner :
- Saint-Laurent-de-la-Salanque (hovedby)
- Le Barcarès
- Claira
- Torreilles
- Saint-Hippolyte

## Historie
Kantonen blev ændret 31. januar 1985. Den omfattede på dette tidspunkt også kommunerne Sainte-Marie og Villelongue-de-la-Salanque, men disse blev 21. februar 1997 overført til kantonen Canet-en-Roussillon.